# Abbott Records/Diskografie
Die Diskografie des Abbott-Records-Labels umfasst alle während der Existenz des Labels, 1951 bis 1957, erschienenen Schallplatten. Zahlreiche bekannte Countrymusiker, Countrysänger und -sängerinnen wurden von dem Besitzer der Firma, Fabor Robinson, entdeckt und hatten ihren ersten Schallplattenvertrag bei Abbott, bevor sie später bei Major Labels Karriere machten, so z. B. Johnny Horton, Jim Reeves, Mitchell Torok, Floyd Cramer.

## Einführung
Die Firma hatte ihren Sitz auf dem Hollywood Boulevard in Hollywood, Kalifornien. Die Singles hatten ab 1953 ein dunkelrotes Label mit der silbernen Aufschrift „Abbott Records. A Fabor Robinson Production“.
Abbott Records veröffentlichte zwei Singles-Serien, die 100er-Serie, in der Countrymusik veröffentlicht wurde, und die 3000er-Serie, die Popmusiktiteln vorbehalten war. Die 5000er Serie war für die Veröffentlichung von Langspielplatten vorgesehen, es erschienen jedoch von Abbott Records überhaupt nur drei Alben.
Nachdem Fabor Robinson 1953 alle Gesellschafteranteile an Abbott Records aufgekauft hatte, gründete er als Schwesterlabel Fabor Records, auf dem u. a. Platten von The Browns, Ned Miller und Bonny Guitar erschienen. Ab 1955, nach dem Weggang von Jim Reeves und Floyd Cramer zu RCA Records, konzentrierte sich Robinsons Interesse mehr auf das Fabor Label.
In der Diskographie sind folgende Informationen enthalten: Abbott-Katalognummer, Erscheinungsjahr, Interpret, Titel (z. T. in Klammern Komponist und Texter), Platzierung des Titels in den Hitparaden. Bei den Katalognummern wurden die nicht aufgeführt, unter denen keine Single veröffentlicht wurde, dies war vor allem im Jahr 1953 der Fall.

## Singles 100er Serie
| Jahr | Nr. | Interpret                                        | Titel |
| ---- | --- | ------------------------------------------------ | --- |
| 1951 | 100 | Johnny Horton                                    | Candy Jones / Devilish Lovelight                                                                                             |
| 1951 | 101 | Johnny Horton                                    | Happy Millionaire / Mean Mean Son Of A Gun                                                                                   |
| 1951 | 102 | A: Johnny Horton / B: Bill Thompson’s Westerners | A: Plaid And Calico / B: Done Roving                                                                                         |
| 1951 | 103 | Johnny Horton                                    | Birds And Butterflies / Coal Smoke, Valve Oil And Steam                                                                      |
| 1951 | 104 | Johnny Horton                                    | Go And Wash (Those Dirty Feet) / In My Home In Shelby County                                                                 |
| 1951 | 105 | Johnny Horton                                    | Shadows On The Old Bayou / Talk Gobbler Talk                                                                                 |
| 1951 | 106 | Johnny Horton                                    | Smokey Joe’s Barbeque / Words                                                                                                |
| 1951 | 107 | Johnny Horton                                    | Long Rocky Road / On The Bank Of The Beautiful Nile                                                                          |
| 1952 | 108 | Johnny Horton & Hillbilly Barton                 | Sombedody Rockin’ In My Broken Chair / Betty Lorraine                                                                        |
| 1952 | 109 | Johnny Horton                                    | Rhythm In My Baby’s Walk / Bawlin’ Baby                                                                                      |
| 1952 | 110 | Hillbilly Barton                                 | Strange Affection / She’s A Good Ole Girl                                                                                    |
| 1952 | 111 | Hillbilly Barton                                 | No Interest (Nothing But A Girl) / Never Satisfied                                                                           |
| 1952 | 112 | Danny Dixon                                      | Funny Book / Sweater Girl |
| 1953 | 113 | Billy Barton                                     | My Darlin’ Liza Lou / You Made Me Love You                                                                                   |
| 1953 | 114 | Bob Davis                                        | My Gal Comes From Heaven / I’m Lookin’ At A Darlin’ Angel                                                                    |
| 1953 | 115 | Jim Reeves & The Circle O Ranch Boys             | Wagon Load Of Love (Jim Reeves) 2:29 / What Were You Doing (Last Nite)? (Jim Reeves)                                         |
| 1953 | 116 | Jim Reeves & The Circle O Ranch Boys             | Mexican Joe (Mitchell Torok) 2:38 / I Could Cry (Jim Reeves) 1:50                                                            |
| 1953 | 117 | Billy Barton                                     | Blues In Blue Of Night / You Will Always Be In My Heart                                                                      |
| 1953 | 119 | Wink Lewis                                       | That’s Me When I’m With You / Saw Bessie                                                                                     |
| 1953 | 125 | Freddie Frank                                    | 12.000 Texas Longhorns / Off To Parts Unknown                                                                                |
| 1953 | 126 | Curtis Kirk                                      | The Little Things You Do / I Can’t Take It With Me                                                                           |
| 1953 | 130 | Ginny Wright                                     | I Could Still Tell You More / Please Leave My Darlin’ Alone                                                                  |
| 1953 | 135 | Johnny Horton                                    | Plaid And Calico / Shadows On The Old Bayou                                                                                  |
| 1953 | 136 | Mitchell Torok                                   | Little Hoo-Wee (M. Torok) / Judalina                                                                                         |
| 1953 | 137 | Jim Reeves                                       | Butterfly Love (Mitchell Torok) / Let Me Love You Just A Little (Jim Reeves)                                                 |
| 1953 | 138 | Curtis Kirk                                      | Oh, So Lonesome Blues / Marriage Was Ment For Two                                                                            |
| 1953 | 139 | Bob Stegall                                      | Strong Coffee / Restless One                                                                                                 |
| 1953 | 140 | Mitchell Torok                                   | Caribbean (Mitchell Torok) / Weep Away (Mitchell Torok)                                                                      |
| 1953 | 141 | Carolyn Bradshaw                                 | Marriage Of Mexican Joe (Mitchell Torok) / Baby, Then You’re Catchin’ On (Mitchell Torok)                                    |
| 1953 | 142 | Floyd Cramer                                     | Dancin’ Diane / Little Brown Jug                                                                                             |
| 1953 | 143 | Jim Reeves                                       | El Rancho Del Rio / It’s Hard To Love Just One                                                                               |
| 1953 | 144 | Billy Jo Moore                                   | I Dees I Dotta Doe / Too Old For Toys, Too Young For Boys                                                                    |
| 1953 | 145 | Rudy Grayzell                                    | Looking At The Moon And Wishing On A Star (Rudy Grayzell) / The Heart That Once Was Mine (Rudy Grayzell & Austin Moody)      |
| 1953 | 146 | Floyd Cramer                                     | Fancy Pants / Five Foot Two Eyes Of Blue                                                                                     |
| 1953 | 147 | Rudy Grayzell                                    | Bonita Chiquita / I’m Gone Again (Jack Rhodes & Lucille Dean) 2:52                                                           |
| 1953 | 148 | Jim Reeves                                       | Bimbo (Rod Morris) / Gypsy Heart (Jack Rhodes, Reynolds & Lucille Dean)                                                      |
| 1953 | 149 | Willie Caston & Every Ready Gospel Singers       | I Claim Jesus / When The Moon Goes Down                                                                                      |
| 1953 | 150 | Mitchell Torok                                   | Hootchy Kootchy Henry (From Hawaii) (Mitchell Torok) / Gigolo (Mitchell Torok)                                               |
| 1954 | 151 | Carolyn Bradshaw                                 | Say No, No, No / It’s Still The Same                                                                                         |
| 1954 | 152 | T. Tommy Cutrer                                  | Mexico Gal (J. Grimes) / Wonderful World (T. Tommy Cutrer & B. Amos)                                                         |
| 1954 | 153 | Carolyn Bradshaw                                 | A Man On The Loose / Flavor Of The Rio                                                                                       |
| 1954 | 154 | Smiley Burnette                                  | Chuggin’ On Down 66 / Mucho Gusto                                                                                            |
| 1954 | 155 | A: Wanda Wayne / B: Billy Barton                 | A: I Cried My Eyes Out Over You / B: What’s The Matter With Me?                                                              |
| 1954 | 156 | Mitchell Torok                                   | Edgar The Eager Easter Bunny (Mitchell Torok) / Living On Love (Mitchell Torok)                                              |
| 1954 | 157 | Rudy Grayzell                                    | It Ain’t My Baby (And I Ain’t Gonna Rock It) (Rudy Grayzell) / Ocean Paradise (Rudy Grayzell & Tom Jennings)                 |
| 1954 | 158 | Willie Caston                                    | One Of These Mornings / Jesus I Love To Call Your Name                                                                       |
| 1954 | 159 | Floyd Cramer                                     | Jolly Cholly (Floyd Cramer) / Oh! Suzanna (Trad., arr. Floyd Cramer)                                                         |
| 1954 | 160 | Jim Reeves                                       | A: Echo Bonita (Kenny DeVine) / B: Then I’ll Stop Loving You (Jim Reeves)                                                    |
| 1954 | 161 | Smiley Burnette                                  | Lazy Locomotive (Kenny DeVine) / That Long White Line (Johnny Harold)                                                        |
| 1954 | 162 | Mitchell Torok                                   | Dancerette (Mitchell Torok) / Haunting Waterfall (Mitchell Torok)                                                            |
| 1954 | 163 | Alvadean Coker                                   | Sugar Doll / Witch’s Waltz                                                                                                   |
| 1954 | 164 | Jim Reeves                                       | Beatin’ On The Ding Dong (Bob Shelten & Idell Shelton) 2:16 / Ramblin’ Heart (Don Grashey & Jim Amadeo)                      |
| 1954 | 165 | T. Tommy Cutrer                                  | You’re Not The Girl For Me / Why Should I Cry?                                                                               |
| 1954 | 166 | Billy Barton & Wanda Wayne                       | The World Called Love / You’re You                                                                                           |
| 1954 | 167 | Alvadean Coker                                   | Funny Little Things / Pinnolo The Puppy                                                                                      |
| 1954 | 168 | Jim Reeves                                       | Padre Of Old San Antone (Tim Spencer) / Mother Went A-Walkin’ (Tom Bearden) 2:18                                             |
| 1954 | 169 | Alvadean Coker                                   | Crying Heart / I Sold My Heart Out                                                                                           |
| 1954 | 170 | Jim Reeves                                       | Penny Candy (Cal Veale) 2:31 / I’ll Follow You (Walter Scott)                                                                |
| 1954 | 171 | Sandy Coker                                      | Meadowlark Melody / Toss Over                                                                                                |
| 1954 | 172 | Myrna Lorrie & Buddy De Val                      | Are You Mine (Don Grashey, Jim Amadeo & Myrna Lorrie) / B: Myrna Lorrie: You Bet I Kissed Him (Don Grashey & David Petrunka) |
| 1954 | 173 | Laurel & Miles                                   | A Rollin’ Stone / You Fooled Me                                                                                              |
| 1954 | 174 | Jim Reeves                                       | Where Does A Broken Heart Go? (Mary Reeves) 2:23 / The Wilder Your Heart Beats (The Sweeter You Love) (John Meredith) 2:38   |
| 1955 | 175 | Jimmy Day                                        | Rippin’ Out / Blue Wind |
| 1955 | 176 | Alvadean Coker and the Cokers                    | We’re Gonna Bop (Geraldine Coker) / Do Dee Oodie Dee Do I’m In Love (Geraldine Coker)                                        |
| 1955 | 177 | Myrna Lorrie and Buddy DeVal                     | I’m Your Man (Don Grashey & Buddy DeVal) / B: Myrna Lorrie: Underway (Don Grashey & David Petrunka)                          |
| 1955 | 178 | Jim Reeves                                       | Drinking Tequila (Bob Center) 2:44 / Red Eyed And Rowdy (Jim Reeves & Tom Perryman)                                          |
| 1955 | 179 | Herb Henson                                      | The Birds And The Bees (Dusty Rose & Ginny Wright) 2:34 / Out Of Line                                                        |
| 1955 | 180 | Jim Reeves                                       | Tahiti (Jim Reeves) / Give Me One More Kiss (Bob Center) 4:58                                                                |
| 1955 | 181 | Floyd Cramer                                     | Aunt Dinah’s Quitting Party / Rag-A-Tag                                                                                      |
| 1955 | 182 | Cousin Herb Henson                               | Old Jalopy / Man Holds Lightning In His Hands                                                                                |
| 1955 | 183 | Buddy DeVol                                      | Guilty / Mate Of The Wind |
| 1955 | 184 | Jim Reeves and Alvadean Coker                    | Are You The One (Don Grashey & Buddy DeVal) / How Many (Hal Blair & Howard Barnes)                                           |
| 1955 | 185 | Myrna Lorrie                                     | Listen To My Heart Strings (Don Grashey & Roy Coran) / Life’s Changing Scene (Don Grashey & Dave Petrunka)                   |
| 1956 | 186 | Jim Reeves                                       | Let Me Remember (The Things I Can’t Forget) (Jim Reeves) / Hillbilly Waltz (Jim Reeves)                                      |
| 1956 | 187 | Myrna Lorrie                                     | Tears And Laughter / Moonshy                                                                                                 |
| 1956 | 188 | Dorsey Burnette                                  | Let’s Fall In Love (Dorsey Burnette) / The Devil’s Queen (Robert Hyde, Jr. & Lewis T. Smith)                                 |
| 1956 | 189 | Joe Montgomery                                   | Cool Cat (Joe Montgomery) / Walking With Memories (Joe Montgomery)                                                           |
| 1957 | 190 | Dorsey Burnette                                  | At A Distance (Robert Hyde, Jr. & Lewis T. Smith) 2:08 / Jungle Magic                                                        |
| 1957 | 191 | Chuck Mayfield                                   | Four Faces High / My Heart Turned Gypsy                                                                                      |
| 1957 | 192 | Buck Ritchie                                     | Poor Little Me And Big Strong You / Only The Moon Man Knows                                                                  |

## Singles 3000er Serie
| Jahr | Nr.  | Interpret                                            | Titel |
| ---- | ---- | ---------------------------------------------------- | --- |
| 1954 | 3001 | DeCastro Sisters                                     | Teach Me Tonight (Gene DePaul & Sammy Cahn) / It’s Love (Chuck Gold)                                                  |
| 1955 | 3002 | DeCastro Sisters                                     | To Say You’re Mine (Shore – Grover – Solis) / I’m Bewildered (Herbie Dell & Danny Daniels)                            |
| 1955 | 3003 | DeCastro Sisters                                     | Boom Boom Boomerang (Lonnie Coleman) / Let Your Love Walk In (Joe Green)                                              |
| 1955 | 3004 | DeCastro Sisters                                     | Cockoo In The Clock (Johnny Mercer & Walter Donaldson) / If I Ever Fall In Love (Gene DePaul & Don Raye)              |
| 1955 | 3005 | Betty Blake and Thuri Ravenscroft                    | Out Of Line (Grashey, Amadeo, Lorrie) / Are You Mine? (Ginny Wright & Tom Tall)                                       |
| 1955 | 3006 | Art and Dotty Todd                                   | Busy Signal / Oh, Honey Why Don’t Cha?                                                                                |
| 1955 | 3007 | DeCastro Sisters                                     | Cuban Love Song / I Can’t Escape From You                                                                             |
| 1955 | 3008 | DeCastro Sisters                                     | Wedding Song (Herbie Dell & Charles Gould) / I’m Bewildered (Herbie Dell & Danny Daniels)                             |
| 1955 | 3009 | Paul Lefawn                                          | Learning To Love / Mon Cher Ami                                                                                       |
| 1955 | 3010 | Brad Marro                                           | A Man Can Only Fly So High (Wayne Shanklin) / Heart Of Gold (Lou Forbes & Dave Franklin)                              |
| 1955 | 3011 | DeCastro Sisters                                     | Too Late Now (Lerner – Lane) / Give Me Time (Jack DeSylvia)                                                           |
| 1955 | 3012 | DeCastro Sisters                                     | A: Christmas Is A-Comin’ (Gene DePaul – Don Raye) / B: Snowbound For Christmas (Al Chorney, Sid Shroger, Hal Shroger) |
| 1955 | 3013 | Paul Lefawn                                          | Where Does A Broken Heart Go? / Sundown                                                                               |
| 1955 | 3014 | DeCastro Sisters                                     | Rockin’ And Rollin’ In Hawaii (Norman Kaye) / Cry Baby Blues (Wayne Shanklin & Al Sherman)                            |
| 1956 | 3015 | Creel Sisters                                        | I Do Whatta Do / I Got Somebody To Love                                                                               |
| 1956 | 3016 | Dick Hoyt                                            | I Hope And I Pray / The Grass Is Green                                                                                |
| 1956 | 3017 | Sunsetters                                           | Tennessee Walkin’ Horse / Waltzing Willie                                                                             |
| 1956 | 3018 | Judy Kileen                                          | If I’s Only Know / Shameless Kissin’                                                                                  |
| 1956 | 3019 | DeCastro Sisters                                     | No One To Blame But You (Sid Mobell & Skip Martin) / Cowboys Don’t Cry (Ray Stanley)                                  |
| 1956 | 3020 | Dick Hoyt                                            | Never Doubt My Love / Turn Around My Darling                                                                          |
| 1956 | 3021 | Judy Kileen                                          | Slow To Learn / -?-                                                                                                   |
| 1956 | 3022 | A: Creel Sisters / B: Tom Tall and the Creel Sisters | A: Stop The Clock Rock (Guy Singer) / B: Whose Little Pigeon Are You? (Guy Wallace)                                   |
| 1956 | 3023 | Paul Lefawn                                          | You’ve Turned Off The Music / Can’t Get You Out Of My Mind                                                            |
| 1956 | 3024 | Judy Kileen                                          | Just Walkin’ In The Rain (Bragg & Riley) / A Heart Without A Sweetheart (Connor & Stanton)                            |
| 1956 | 3025 | Happy Jesters                                        | Just Because Heart Of My Heart / Wedding Bells                                                                        |
| 1957 | 3026 | Lloyd Nelson                                         | All Day Long (Lloyd Nelson & Thenabell Henslee) / Sentimental Dreamer (Lloyd Nelson & Thenabell Henslee)              |

## Alben 5000er Serie
- 5001 11-1955 Jim Reeves „Jim Reeves Sings“:

I’ll Follow You, Where Does A Broken Heart Go, Drinking Tequila, Mexican Joe, Give Me One More Kiss, Mother Went A-Walkin’, Penny Candy, My Rambling Heart, Red Eyed And Rowdy, Beatin' On The Ding Dong, Wilder Your Heart Beats, Are You The One
- 5002 11-1955 DeCastro Sisters „De Castro Sisters Sing“:

It’s Love, Boom-Boom-Boomerang,To Say You're Mine, The Wedding Song, If I Ever Fall In Love, I’m Bewildered, Teach Me Tonight, Give Me Time, Too Late Now, Cry Baby Blues, Let Your Love Walk In, Cuckoo In The Clock
- 5003 Jean Shepherd „Into The Unknown With Jazz Music“